# 斯克雷特湖
71°50′S 68°21′W / 71.833°S 68.350°W
斯克雷特湖（英語：Secret Lake）是南極洲的湖泊，位於亞歷山大一世島東岸，處於阿瑞斯崖以西3.7公里的火星冰川東側，現時由南極條約體系管理。